# Matrice (geologia)
La matrice è materiale granulare di dimensione fangosa che tiene uniti tra loro i grani in una roccia sedimentaria. È fango (termine generico per indicare sedimento sciolto delle dimensioni di silt e argilla) al sotto i 63 micron (limite massimo granulometrico del silt). Se si tratta di materiale carbonatico si parla di fango carbonatico, o micrite, sotto i 4 micron, che è il diametro massimo dell'argilla nella scala granulometrica. Con calcisiltite si indica invece un tipo di roccia (quindi materiale coesivo e non sedimento sciolto) calcarea i cui granuli hanno la dimensione del limo (da 4 a 63 micrometri), Una importante distinzione va fatta con il cemento: si riserva infatti tale termine a materiale granulare che tiene insieme i grani di una roccia sedimentaria, che sia però di origine post-deposizionale; la matrice invece è il risultato di un evento sin-deposizionale (cioè contemporaneo alla deposizione dei grani). Particolarmente, si parla di sparite per cemento della granulometria dell'argilla: la sparite è dunque micrite ricristallizzata.  
Per quanto riguarda la matrice carbonatica, essa può avere origine organica o inorganica (chimico-fisica). Quella organica è causata principalmente dall'azione delle alghe verdi che morendo vanno a formare il fango, quella inorganica è dovuta a una liberazione di anidride carbonica (CO2) che favorisce precipitazione di carbonato di calcio (CaCO3) e dalla bioerosione.
Ci sono cinque possibili modi di formazione:
1. produzione di aghi aragonitici per diretta precipitazione da acque ad alta salinità soprasature in CaCO3;
2. produzione di aghi aragonitici per disintegrazione post-mortem di alghe verdi calcificate;
3. produzione di fine detrito scheletrico per frammentazione meccanica in ambienti agitati;
4. produzione di fango scheletrico attraverso processi biologici;
5. produzione di melme scheletriche per decantazione di minutissimi organismi planctonici.